# Andradina
Andradina es un municipio brasileño del estado de São Paulo. Se localiza en la mesorregión de Araçatuba y microrregión de Andradina, a una latitud 20,53 sur y a una longitud 51,22 oeste.
Posee un área de 960,1 km². Su población estimada en 2008 era de 91.008 habitantes.

## Clima
El clima de Andradina puede ser clasificado como clima tropical de sabana (Aw), de acuerdo con la clasificación climática de Köppen.

## Demografía
| Población histórica del municipio | Población histórica del municipio | Población histórica del municipio | Población histórica del municipio |
| Año                               | Población                         |                                   | %±                                |
| --------------------------------- | --------------------------------- | --------------------------------- | --------------------------------- |
| 1940                              | 14 424                            |                                   | —                                 |
| 1950                              | 48 783                            |                                   | 238,2%                            |
| 1960                              | 38 430                            |                                   | −21,2%                            |
| 1970                              | 51 688                            |                                   | 34,5%                             |
| 1980                              | 47 664                            |                                   | −7,8%                             |
| 1991                              | 52 409                            |                                   | 10,0%                             |
| 2000                              | 55 161                            |                                   | 5,3%                              |
| 2010                              | 55 334                            |                                   | 0,3%                              |
| 2022                              | 59 783                            |                                   | 8,0%                              |
| [ 6 ] [ 7 ] [ 8 ] [ 9 ]           |                                   |                                   |                                   |

Datos del Censo - 2000
Población Total: 92.561
- Urbana: 70.499
- Rural: 21.325
  - Hombres: 43.198
  - Mujeres: 47.987

Densidad demográfica (hab./km²): 57,45
Mortalidad infantil hasta 1 año (por mil): 16,72
Expectativa de vida (años): 70,77
Tasa de fertilidad (hijos por mujer): 1,98
Tasa de Alfabetización: 90,55%
Índice de Desarrollo Humano (IDH-M): 0,798
- IDH-M Salario: 0,754
- IDH-M Longevidad: 0,763
- IDH-M Educación: 0,876

(Fuente: IPEAFecha)

## Hidrografía
- Río Tietê

## Transporte
- Aeropuerto de Andradina (asfaltado)

## Carreteras
- SP-300

## Religión
El Cristianismo está presente en la ciudad de la siguiente manera:

### Iglesia Católica
La iglesia católica del municipio forma parte de la Diócesis de Araçatuba.

### Iglesia Protestante
En la ciudad están presentes las más diversas creencias evangélicas, principalmente pentecostales, incluidas las Asambleas de Dios de Brasil (la iglesia evangélica más grande del país), Congregación Cristiana, entre otras. Estas denominaciones están creciendo cada vez más en todo Brasil.

## Personas destacadas
- Ricardo Prado – nadador brasileño, medallista olímpico, campeón del mundo, ex plusmarquista mundial
- Basílio – exfutbolista brasileño
- Lauro – exfutbolista brasileño
- Gilberto Ribeiro Gonçalves – exfutbolista brasileño